# Championnats d'Europe d'iQFoil 2021
 (août 2023).
Si vous disposez d'ouvrages ou d'articles de référence ou si vous connaissez des sites web de qualité traitant du thème abordé ici, merci de compléter l'article en donnant les références utiles à sa vérifiabilité et en les liant à la section « Notes et références ».
Navigation
2020 2022
Les championnats d'Europe d'iQFoil 2021 sont une compétition internationale de sport nautique sous l'égide de la fédération internationale de voile (ISAF). Cette édition 2021 se tient du 21 au 28 octobre 2023 à Marseille en France.

## Résultats

### Messieurs
| #  | Véliplanchiste     |
| -- | ------------------ |
| 1  | Nicolas Goyard     |
| 2  | Huig Jan Tak       |
| 3  | Mateus Isaac       |
| 4  | Luuc van Opzeeland |
| 5  | Louis Giard        |
| 6  | Sam Sills          |
| 7  | Tom Reuveny        |
| 8  | Titouan Le Bosq    |
| 9  | Sebastian Kordel   |
| 10 | Thomas Goyard      |

### Dames
| #  | Véliplanchiste        |
| -- | --------------------- |
| 1  | Hélène Noesmoen       |
| 2  | Islay Watson          |
| 3  | Shahar Reshef         |
| 4  | Lucie Belbeoch        |
| 5  | Pilar González        |
| 6  | Palma Cargo           |
| 7  | Nicole Van Der Velden |
| 8  | Saskia Sills          |
| 9  | Sara Wennekes         |
| 10 | Daniela Peleg         |